# 広安里
広安里（クァンアルリ）は大韓民国釜山広域市水営区の地名。広安里海水浴場（広安里ビーチ）とその周辺の繁華街を指す。行政上は広安洞・南川洞・民楽洞の一部にあたる。

## 概要
広安里海水浴場は、東の海雲台と並んで釜山2大ビーチの1つに数えられている。海雲台についで再開発が進められ、リゾート地としての景観を生み出した。海岸沿いにはカフェなどが軒を連ね、若者達を中心に賑わっている。
2003年には、海水浴場の沖合いに広安大橋が開通し、観光名所となっている。

## 交通
- 釜山都市鉄道2号線金蓮山駅・広安駅